# Valtajeros
Valtajeros est une municipalité espagnole de la province de Soria, dans la communauté autonome de Castille-et-León. Le village comptait 19 habitants en 2019.

## Toponymie
L'explication la plus répandue sur l'origine du nom de la ville est qu'il découlerait de l'agrégation des mots val (vallée) et tajeros (ceux qui s'occupent des ifs, arbres dont la traduction espagnole est tajos). D'après d'autres sources (Goig-Soler), il proviendrait de la racine latine balteu qui signifie falaise.

## Géographie
La municipalité est localisée dans l'est de la communauté autonome de Castille-et-León et dans le nord de la province de Soria. Elle fait partie de la comarque de Tierras Altas. Elle est distante de 28 kilomètres à vol d'oiseau au nord-est de Soria, de 109 kilomètres au sud-ouest de Pampelune, de 116 kilomètres à l'ouest de Saragosse et de 130 kilomètres au sud-est de Burgos. Valtajeros se situe au pied de la Sierra del Rodadero. Le sommet Hoya Redonda culmine à 1627 mètres.
Transports 
La municipalité, assez isolée, est desservie par la route provinciale SO-630 qui relie Matalebreras à Yanguas. Le village se trouve en impasse, relié à la route provinciale par la route locale SO-P-1126 longue de 4 kilomètres.

## Démographie
| Évolution démographique de Valtajeros de 1900 à 2019                                                                                            | Évolution démographique de Valtajeros de 1900 à 2019 | Évolution démographique de Valtajeros de 1900 à 2019 | Évolution démographique de Valtajeros de 1900 à 2019 | Évolution démographique de Valtajeros de 1900 à 2019 | Évolution démographique de Valtajeros de 1900 à 2019 | Évolution démographique de Valtajeros de 1900 à 2019 |
| 1900 | 1910                                                 | 1920                                                 | 1930                                                 | 1940                                                 | 1950                                                 | 1960                                                 |
| --- | ---------------------------------------------------- | ---------------------------------------------------- | ---------------------------------------------------- | ---------------------------------------------------- | ---------------------------------------------------- | ---------------------------------------------------- |
| 206 | 298                                                  | 264                                                  | 269                                                  | 256                                                  | 259                                                  | 229                                                  |
| 1970 | 1981                                                 | 1991                                                 | 2001                                                 | 2010                                                 | 2019                                                 |                                                      |
| 113 | 54                                                   | 34                                                   | 28                                                   | 28                                                   | 19                                                   |                                                      |
| Sources : Instituto Nacional de Estadísticas et Estadística de Castilla y León Le dernier recensement total de la population a été mené en 2001 |                                                      |                                                      |                                                      |                                                      |                                                      |                                                      |

## Culture locale et patrimoine

### Monuments
L'église Nuestra Señora del Collado a été construite au XIIe siècle et se distingue par ses créneaux et meurtrières qui lui confèrent un aspect de forteresse. Elle bénéficie du statut de bien d'intérêt culturel depuis le 26 mars 2007.
Les ruines de l’Ermitage San Miguel. Sa cloche et son retable sont conservées dans l'église-forteresse.
Le hameau ruiné de Torretarrancho. Ce fut un important lieu de transhumance qui a appartenu au duc de Santisteban.
La Fuente Vieja (Vieille Fontaine).
Les vestiges archéologiques de la Callejuela.

### Festivités
La fête de la Virgen del Collado (Vierge de la Colline) se tient durant le deuxième dimanche du mois d'août.